# 安妮塔·羅迪克
安妮塔·羅迪克女爵士，DBE（英語：Anita Roddick，1942年10月23日—2007年9月10日），英國企業家、人權運動家和環保運動家，美體小舖（The Body Shop）創辦人。

## 生平
美體小舖為製造和零售美容產品的藥妝連鎖店，同時致力於良知消費，也是最早禁止動物實驗、提倡與第三世界國家進行公平交易的企業之一。
羅迪克生前十分熱心投入環境和社會議題，例如參與綠色和平和《大誌》。1990年，她創立慈善組織「邊緣兒童」（Children on the Edge），為西歐和亞洲的弱勢兒童提供幫助與資源。
2003年，英國女皇伊麗莎白二世授予羅迪克大英帝國爵級司令勳章。
2004年，羅迪克被診斷為慢性C型肝炎晚期，已引發肝硬化。2007年2月向媒體公開病情後，她更投身疾病相關工作，並以自身經驗，提醒大眾對C型肝炎的關注與警覺。